# Слив водопадный
Слив водопадный (водослив, водоскат, водопад) — водный поток, образующийся в результате стекания потока воды со скального выступа (твёрдой породы в русле реки), одиночного  камня, гряды камней или ступеньки в русле реки.
Термин используется в спортивном сплаве.
Как правило, на реке сливы сочетаются с различными препятствиями: валы, бочки, камни в русле реки и другие.

## Слив
Сливом обычно называют самое свободное от камней и потому наиболее проходимое место в пороге. Большинство сливов имеет форму треугольника, образованного линией перегиба водного потока и косыми струями от камней, ограничивающих слив у основания. Сходящиеся косые струи вызывают появление стоячих валов или цепочки валов за вершиной треугольника. 
В пороге может быть один слив во всю ширину реки либо несколько сливов различной высоты и мощности, разделённых выступающими скалами или камнями. Различают сливы прямые и косые: у прямого слива линия перегиба водного потока перпендикулярна течению реки; у косого — образует с течением реки острый угол. Узкий косой слив, в котором глубина русла на линии перегиба сильно отличается у разных берегов, называется кручёным или винтовым.

## Водопад
Водопад — это падение воды в реке с уступа (крутизной более 45°), пересекающего речное русло. Вода может падать по нескольким уступам подряд, образуя серию последовательно расположенных водопадов — каскад. При крутизне уступа менее 45° падающий поток воды называется водоскатом или водосливом. Небольшие водопады на севере часто называют падунами.
Водопад со сравнительно малым расходом воды, а также «сезонные» водопады встречаются практически во всех горных районах.
Водопад с пологим падением и водоскаты можно проходить на крупных туристических судах, если высота слива меньше длины судна. Водопады с крутым падением, высота которых равна или больше длины судна, непроходимы на плаву; такие водопады обходят по берегу (совершая обнос). Плавание по рекам с водопадами требует строжайшего соблюдения всех необходимых мер безопасности, максимального использования страховки, тщательного изучения лоции интересующего участка реки и обязательной предварительной разведки.

## Основные характеристики слива
Высокий водопадный слив представляет сложность и опасность для прохождения. Также опасность представляет бочка, которая образуется за сливом. При анализе сложности слива учитываются многие факторы:
- Состояние дна слива и структура дна под сливом.
- Структура слива.
- Наличие достаточной глубины для безопасного приводнения.
- Структура и мощность бочки.

## Классификация сливов
Выделяются следующие структуры сливов:
- прямые;
- наклонные;
- ступенчатые;
- наклонные ступенчатые;
- ломаные ступенчатые;
- V-образные или подковообразные сливы против течения;
- V-образные или подковообразные сливы по течению;
- Г-образные;
- наклонные сходящиеся сливы.